# Мещёрский Бор
Мещёрский Бор — посёлок в Шатурском муниципальном районе Московской области, в составе сельского поселения Пышлицкое. Расположен в юго-восточной части Московской области на берегу реки Пры. День посёлка приурочен к празднованию дня явления Тихвинской иконы Божией Матери, и отмечается 9 июля или в ближайшие к этой дате выходные.
Население — 183 человек (2010).

## Название
Первоначальное название — посёлок оздоровительной базы «Известия». Решением Мособлдумы от 02.10.1996 № 11/103 был переименован в Мещёрский Бор. Современное название посёлка связано с его местоположением — он располагается в Мещёре и окружён сосновым бором.
Неофициальное и часто употребляемое название — Известия.

## Физико-географическая характеристика

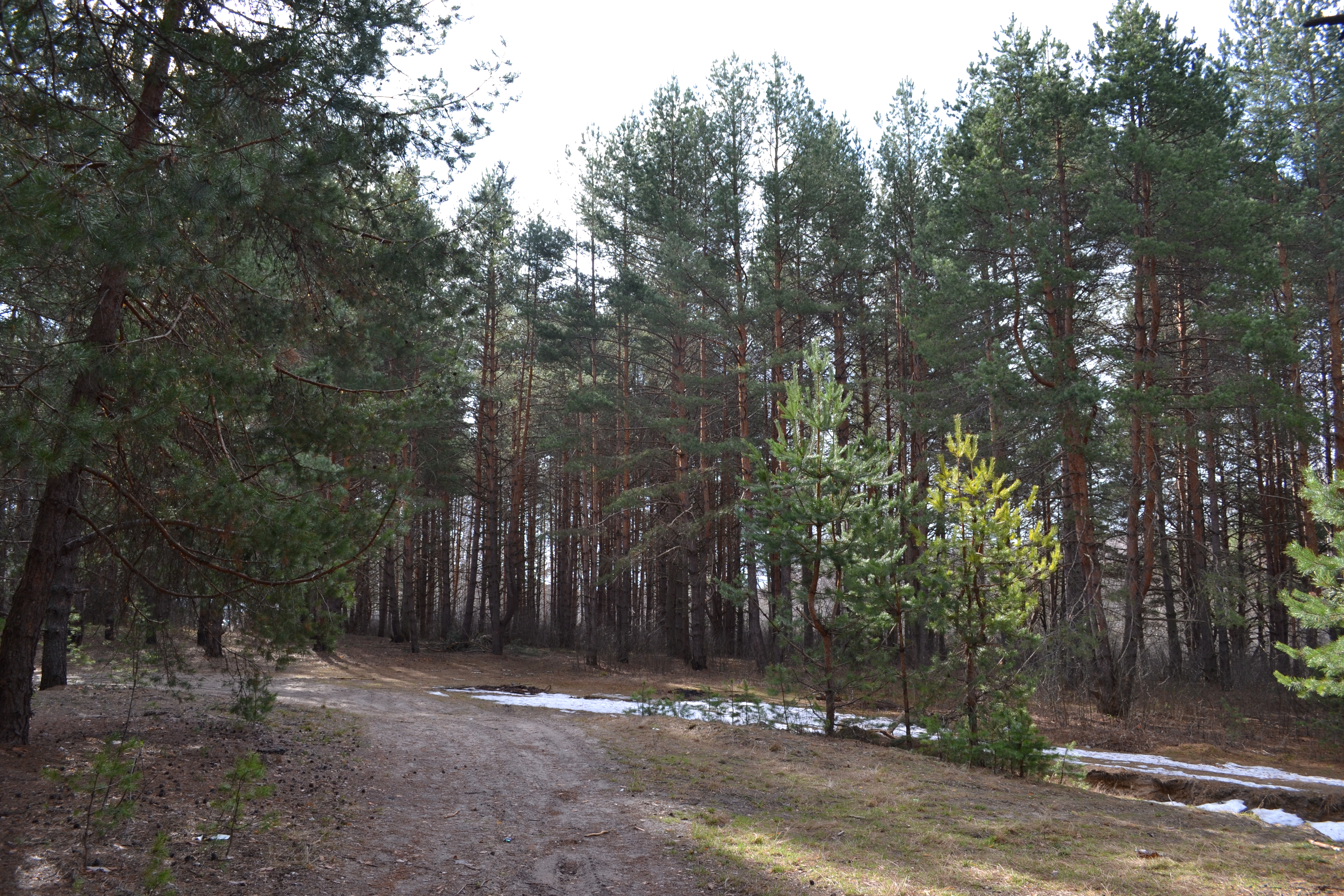
Микитки

Посёлок расположен в пределах Мещёрской низменности, относящейся к Восточно-Европейской равнине, на высоте 127 м над уровнем моря. Рельеф местности равнинный. С северо-запада к посёлку примыкает лес Микитки. Южная граница посёлка проходит по реке Пре. В 0,3 км к востоку от посёлка расположено озеро Святое, в 0,5 км к юго-западу — озеро Шатурское.
Посёлок состоит из одного пятиэтажного дома и нескольких частных домов, стоящих напротив него.
По автомобильной дороге расстояние до МКАД составляет около 164 км, до районного центра, города Шатуры, — 63 км, до ближайшего города Спас-Клепики Рязанской области — 16 км, до границы с Рязанской областью — 0,5 км. Ближайший населённый пункт деревня Евлево непосредственно примыкает к посёлку с востока.
Посёлок находится в зоне умеренно континентального климата с относительно холодной зимой и умеренно тёплым, а иногда и жарким, летом. В окрестностях посёлка распространены торфянисто- и торфяно-подзолистые почвы с преобладанием суглинков и глин.
В посёлке, как и на всей территории Московской области, действует московское время.

## История
До революции на острове Ивлиев Корь (Евлевская Корь) располагался Александро-Мариинский женский монастырь. В 1918 году он был закрыт. В 1931 году в зданиях монастыря разместился Дом отдыха издательства «Известия», позднее в 1934 году здесь же открылся пионерский лагерь «Синева». Для обслуживания дома отдыха и лагеря строится коммунальная инфраструктура: водозабор, очистные сооружения, котельная, канализационные насосные станции. Впоследствии в первой половине 1980-х гг. построен 90-квартирный дом для обслуживающего персонала на противоположном берегу реки Пры, который и образовал поселок.
Новообразованный посёлок входил в состав Пышлицкого сельсовета. В 1994 году в соответствии с новым положением о местном самоуправлении в Московской области Пышлицкий сельсовет был преобразован в Пышлицкий сельский округ.
В 1996 году редакция «Известий» закрыла Дом отдыха и пионерлагерь «Синеву».
В 1997 году зарегистрирован приход церкви Тихвинской иконы Божьей Матери. С этого времени изредка проводятся богослужения, готовится документация по передачи храма и святых врат бывшего монастыря Церкви.
В 2005 году образовано Пышлицкое сельское поселение, в которое вошёл посёлок Мещёрский Бор.

## Демография
| 1970 | 1993 | 2002 | 2006 | 2010 |
| ---- | ---- | ---- | ---- | ---- |
| 24   | ↗109 | ↗165 | ↘152 | ↗183 |

Число дворов и жителей: в 1970 году — 9 дворов, 24 чел.; в 1993 году — 13 дворов, 109 чел.; в 2002 году — 165 чел. (77 муж., 88 жен.).
По результатам переписи населения 2010 года в посёлке проживало 183 человека (88 муж., 95 жен.), из которых трудоспособного возраста — 127 человек, старше трудоспособного — 29 человек, моложе трудоспособного — 27 человек.
Жители посёлка по национальности в основном русские (по переписи 2002 года — 73 %).

## Социальная инфраструктура
В посёлке имеется магазин, сельский клуб и библиотека. Медицинское обслуживание жителей посёлка обеспечивают Пышлицкая амбулатория, Коробовская участковая больница и Шатурская центральная районная больница. Ближайшее отделение скорой медицинской помощи расположено в Дмитровском Погосте. Среднее образование жители посёлка получают в Пышлицкой средней общеобразовательной школе.
Пожарную безопасность в посёлке обеспечивают пожарные части № 275 (пожарный пост в деревне Евлево, фактически находится в самом посёлке) и № 295 (пожарные посты в посёлке санатория «Озеро Белое» и селе Пышлицы).
Посёлок электрифицирован, но не газифицирован. Посёлок отапливается котельной, работающей на дизельном топливе (солярке). В соответствии с Программой «Развитие газификации в Московской области до 2017 года» подведение газа к посёлку не планируется. Однако в программе «Приоритеты развития Шатурского района в 2013—2018 гг.» поставлена задача строительства газовой котельной в посёлке. Имеется центральное водоснабжение.

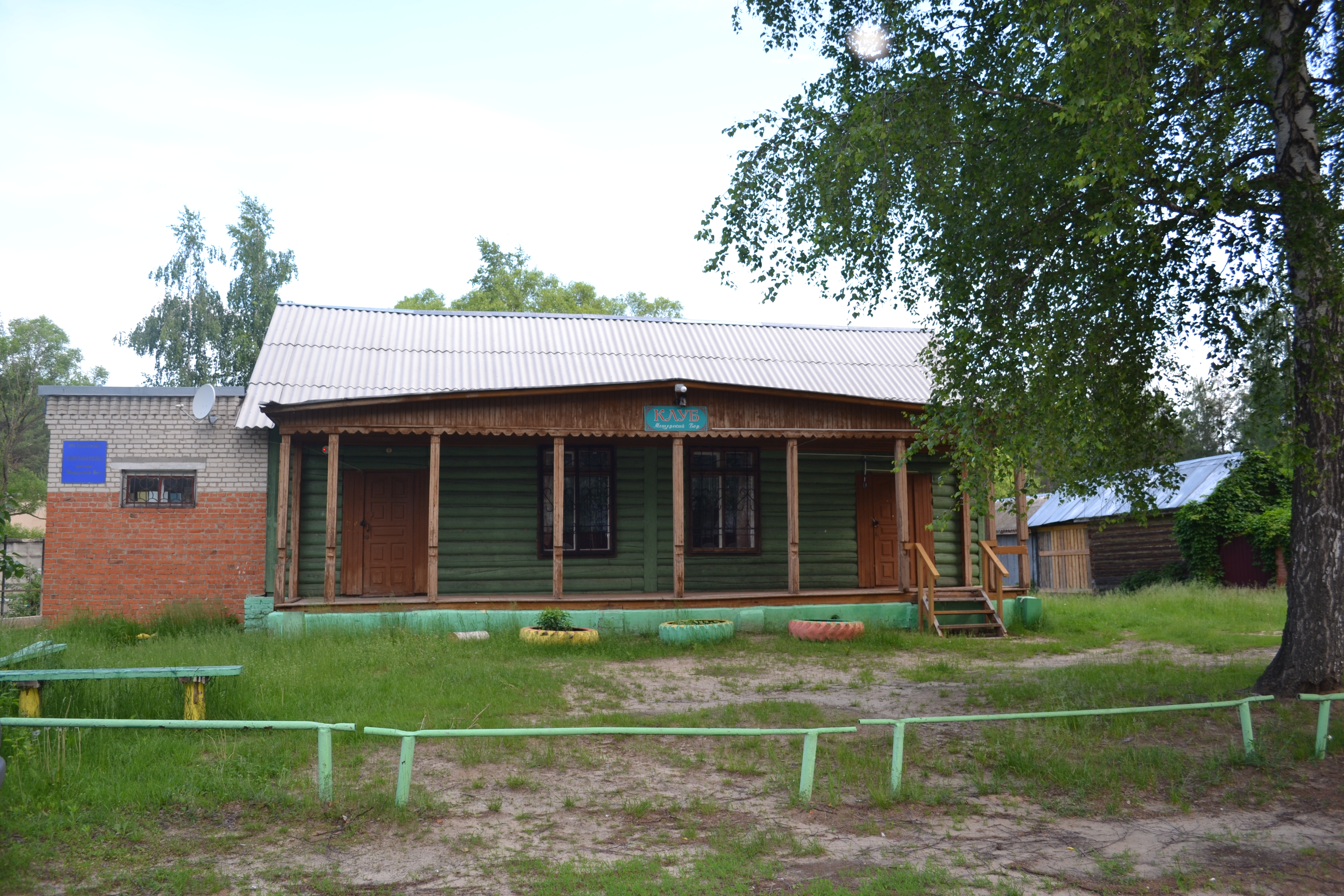
Сельский клуб
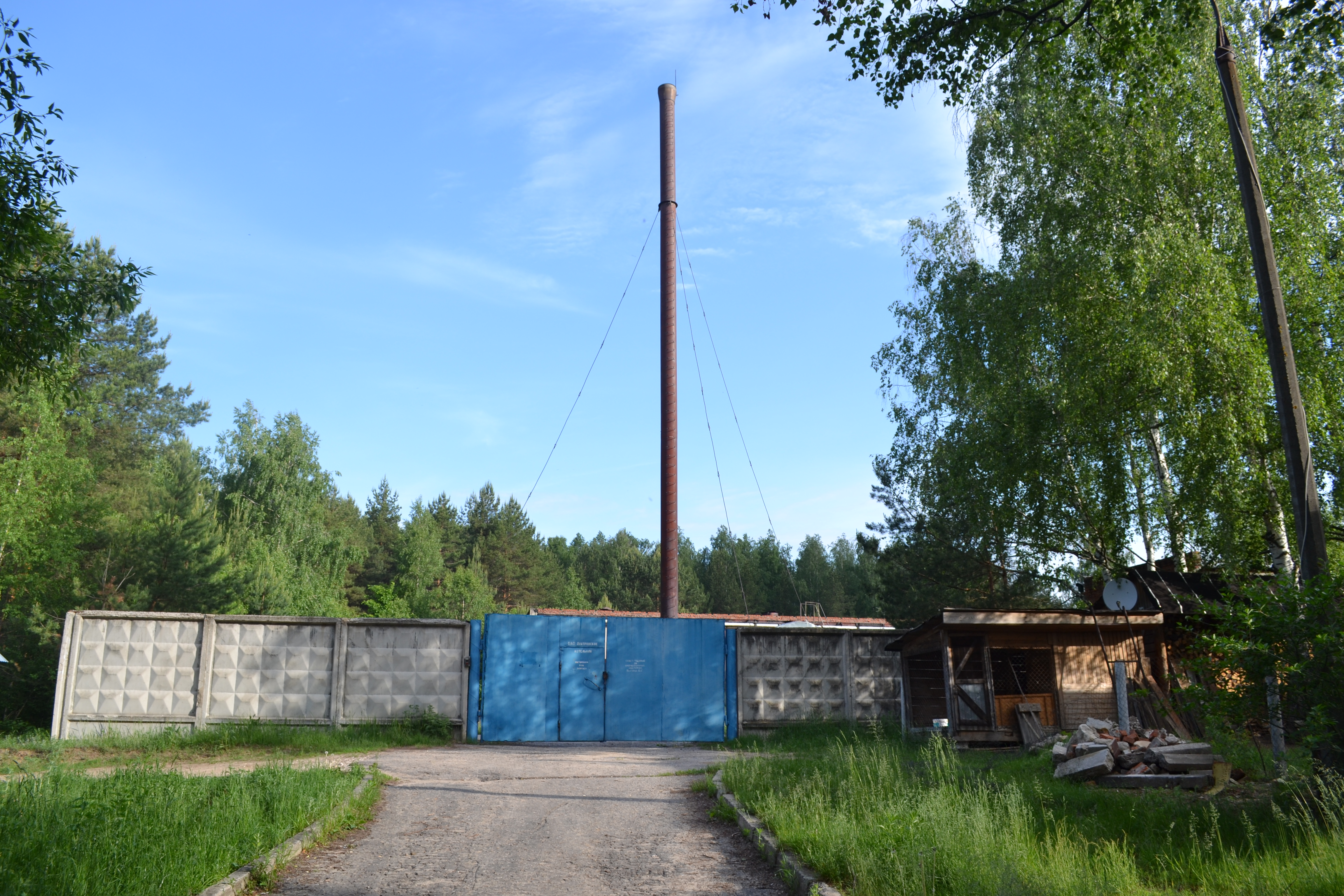
Котельная
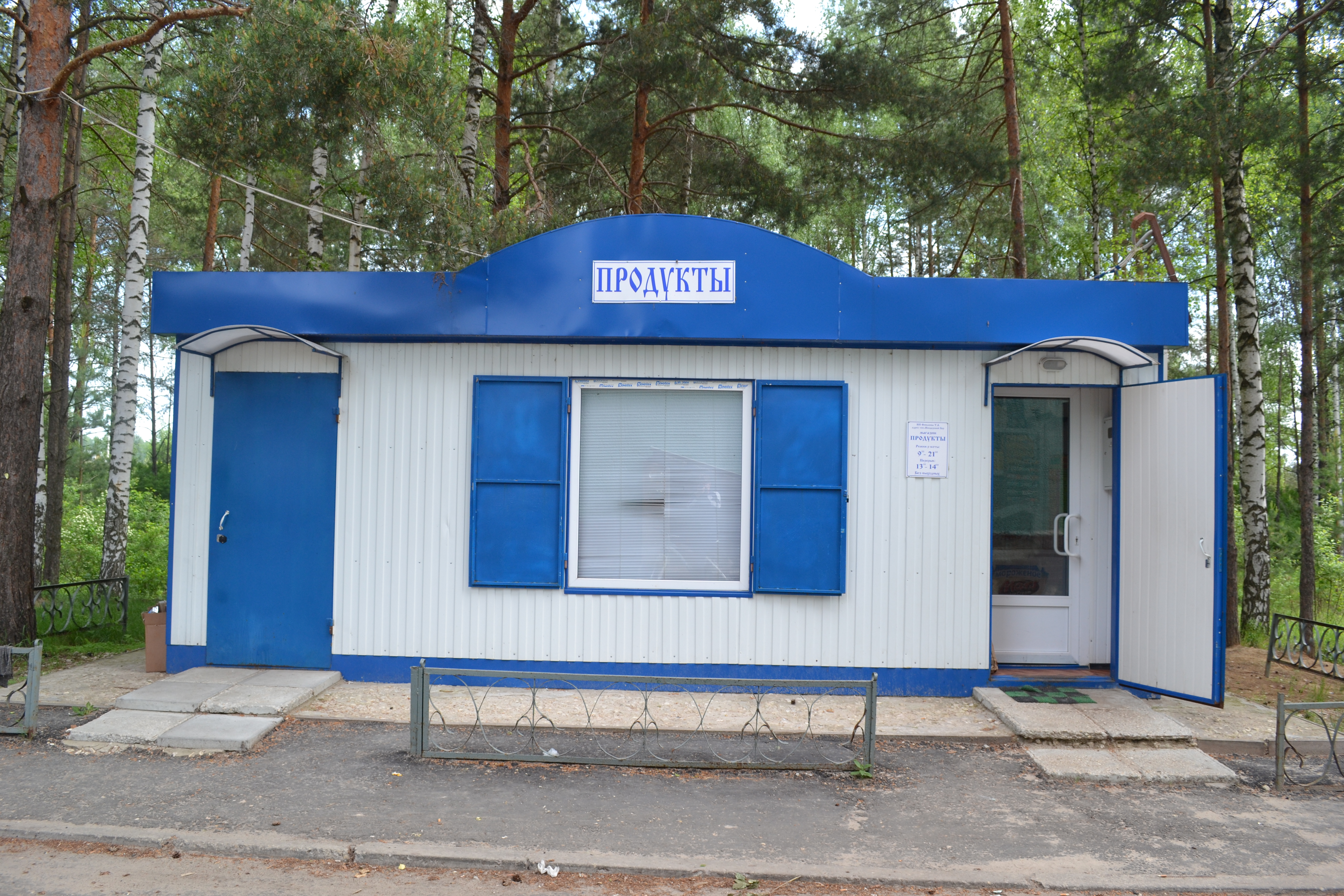
Магазин

## Транспорт и связь
Рядом с посёлком проходит автомобильная дорога регионального значения Р105 (Егорьевское шоссе), на которой имеется остановочный пункт маршрутных автобусов «Евлево».
Посёлок связан автобусным сообщением с районным центром — городом Шатурой и станцией Кривандино (маршруты № 27, № 130 и № 579), селом Дмитровский Погост и деревней Гришакино (маршрут № 40). Кроме того, по Егорьевскому шоссе проходят несколько маршрутов до города Москвы. Ближайшая железнодорожная станция Кривандино Казанского направления находится в 53 км по автомобильной дороге.
В посёлке доступна сотовая связь (2G и 3G), обеспечиваемая операторами «Билайн», «МегаФон» и «МТС».
Ближайшее отделение почтовой связи, обслуживающее жителей посёлка, находится в селе Пышлицы.